# Токійський столичний симфонічний оркестр
Токійський столичний симфонічний оркестр (яп. 東京都交響楽団, англ. Tokyo Metropolitan Symphony Orchestra) — японський симфонічний оркестр. Заснований у 1965 році урядом префектури Токіо. Скорочено іменується яп. 都響 (Tokyō) на відміну від Токійського симфонічного оркестру, іменованого яп. 東響 (Tōkyō).
Традиційно славиться виконанням симфоній Густава Малера: під керівництвом трьох різних диригентів (Хіросі Вакасугі, Гару Бертіні і Еліаху Інбала) оркестр виконував усі 9 симфоній.